# Abbas Moayeri
Abbas Moayeri (en persan : عباس معیری), né le 27 février 1939 à Racht en Iran et décédé le 24 octobre 2020 à Paris, est un artiste-peintre, miniaturiste et sculpteur franco-iranien,.

## Biographie
En 1960, il obtient son baccalauréat en arts traditionnels, en 1967 sa licence en sculpture décorative et en 1968 sa maîtrise en sculpture décorative, mention excellent avec la félicitation du jury, à la Faculté des arts décoratifs de Téhéran.
Il commence sa carrière en 1967 en prenant la succession de Maître Behzad, professeur de miniature persane à l’École des beaux-arts de Téhéran. En 1984, il devient professeur de miniature persane à l’ADAC (Association pour le Développement de l’Animation Culturelle) à Paris.
Il est à partir de 1989, professeur au centre culturel A.M.O.R.C. et participe à de multiples conférences.
Abbas Moayeri vit à Paris où il partage son temps entre l’enseignement, son œuvre et de multiples expositions.
Il décède le 24 octobre 2020 à Paris, à l'âge de 81 ans.

## Récompenses
Il a été lauréat de plusieurs distinctions, notamment :
- 2009 - Diplôme d’honneur, de l’« Encyclopédie Iranica ».
- 2001 - Premier Prix, au 31e Salon des artistes de Suresnes.  Suresnes / France.
- 2000 - Médaille d’or, du Mérite et dévouement français.  France.
- 2000 - Diplôme d’honneur, au 40e Salon de printemps de Fontenay-le-Fleury.  Fontenay-le-Fleury / France.
- 1993 - Médaille du « Conseil général», au Salon de la Société des Beaux-Arts de Rueil-Malmaison. Rueil-Malmaison / France.
- 1992 - Premier Prix d’Imagination, au 8e Salon d’été. Musée Victor-Duhamel.  Mantes-la-Jolie / France.
- 1986 - Le premier prix d’Imagination, au 10e Concours international 1986.  Deauville / France.
- 1985 - Médaille d’argent avec rosette, de la Fédération nationale de la culture française.  France.
- 1985 - Médaille de vermeil de l’Académie Européen des Arts - France, au « Salon de printemps 85 ». Saint-Germain-en-Laye / France.
- 1985 - Médaille d’argent, de la Société académique Arts-Sciences-Lettres, Couronnée par l’Académie française.  France.
- 1984 - Médaille Palette d'argent, de la Fédération internationale du commerce, de l’industrie et de l’économie.   France.
- 1984 - Médaille de vermeil de l’Académie européenne des Arts - France, au « Salon de printemps 84 ».  Saint-Germain-en-Laye / France.
- 1984 - Médaille d’argent, du Mérite et Dévouement français.  France.
- 1984 - Médaille de bronze, de « Art Expo New York ».  New York  / U.S.A.
- 1980 - Médaille d’argent, au « 7e Gran Premio Internazionale - 7 Sette Colli di Roma ».  Rome / Italie.
- 1977 - Médaille du « conseil général de l'Indre », au « 10e Salon d’automne ».  Issoudun / France.
- 1973 - Médaille d’argent, au « 4e Grand Prix international du château des Riquier ».  Eze / France.

## Expositions
- 1958, 1967, Iran[2]
- 1973, Salon des Surindépendants, Paris[2]
- 1993, Fast Gallery, Columbia, New York[2]
- 1989, 1991, Rose-Croix Amorc, Paris[2]